# Georges de Saint-Clair
Georges de Saint-Clair (Plainpalais, 16 février 1845 - Paris, 12 février 1910) est un dirigeant sportif français à l'origine du Racing Club de France et de l'Union des sociétés françaises de sports athlétiques.

## Biographie
Né en 1845 à Genève dans un milieu aristocratique d'un père diplomate et d'une mère écossaise, Georges de Saint-Clair y est éduqué dans la tradition anglo-saxonne. Après la guerre de 1870 à laquelle il prend part, il s'établit définitivement en France. Secrétaire général du Racing Club de France dès 1884 il peut être considéré comme le premier artisan du développement du sport français. Il en est aussi l'un des premiers théoriciens, et dès 1887 il publie chez P. Arnould : Les sports athlétiques et les exercices de plein air, ouvrage de 172 pages. Obligé de quitter brusquement Paris pour des raisons familiales en 1890, il disparaît de la scène sportive. Il revient alors à Pierre de Coubertin et Frantz Reichel de poursuivre son œuvre.
Il s'engage pendant la guerre de 1870, et se signale par son courage à Beaune-la-Rolande, Orléans et Villersexel. Il fut attaché comme officiel d'ordonnance, et porte-fanion du général Gaston de Galliffet.

### Le Racing
Le club est fondé le 20 avril 1882 sous le nom de Racing Club par des élèves et professeurs du lycée Condorcet dans le hall de la gare Saint-Lazare. Ceux de l'école Monge et du collège Rollin rejoignent rapidement l’association sur la terrasse de l'Orangerie des Tuileries et la piste du Tir aux Pigeons devient leur lieu d'entraînement. Le premier président d'honneur du Racing est Ferdinand de Lesseps, dont la nomination établit la notoriété et le sérieux de l'association.
En 1884, Georges de Saint-Clair en est nommé secrétaire général. Il structure le club, le fait connaître (premiers articles dans le Figaro en 1885). Il fait changer le nom pour celui de Racing club de France le 21 novembre 1885, recherche un terrain qu'il trouve dans le Bois de Boulogne où il obtient du conseil municipal de Paris la concession d'une grande clairière : le parc aux Biches. Après quelques aménagements, celle-ci devient le centre de la Croix-Catelan inauguré le 26 février 1886. Le tout Paris y vient pour se faire reconnaître. Georges de Saint-Clair établit aussi des contacts en France et à l’étranger. Le 1er novembre 1886, il organise à Paris une rencontre triangulaire franco-anglo-belge. À cette occasion, il y noue des relations avec des membres l'A.A.A. (Amateur Athletic Association) qui vont lui être utiles dès l'année suivante.

### L'Union des sociétés françaises de sports athlétiques

Logo.

Le 20 novembre 1887 les fondateurs du Racing et ceux du Stade français créent l'Union des sociétés françaises de course à pied qui devient deux ans plus tard, le 31 janvier 1889, l'Union des sociétés françaises de sports athlétiques (USFSA).
De Saint-Clair en est le premier président au milieu d'une équipe de jeunes dirigeants qui ont en moyenne vingt ans de moins que lui : Jules Marcadet, Frantz Reichel, Pierre de Coubertin, Charles Brennus. Il republie la même année Jeux et exercices de plein air à l'usage des établissements scolaires complété à 388 pages avec préface du docteur Fernand Lagrange.
Il est alors rapidement rejoint par tous ceux qui se préoccupent de sports au sein de l'intellitgensia parisienne. Il fonde avec Frantz Reichel la première association sportive au lycée Lakanal de Sceau. On lui doit encore en 1890 la publication des premières règles du rugby à XV. Dès le 25 janvier Pierre de Coubertin, nouveau secrétaire général, fait paraître la première revue mensuelle française sur l'athlétisme : La Revue Athlétique chez Delagrave et en avril Ad. de Palissaux et Paul Champ publient le premier numéro de l'hebdomadaire Sports Athlétiques. Le mouvement semble bien lancé et Georges de Saint-Clair s'exile alors en province pour raisons familiales. Il n'en reviendra de façon ponctuelle qu'en 1897 pour le dixième anniversaire de l'USFSA. À son décès en février 1910, l'USFSA compte un millier de clubs et plus de 150 000 membres.
Il meurt de longue maladie et ses obsèques se déroulent à Versailles où il est enterré au cimetière Saint-Louis, après une cérémonie au Temple des Batignolles.

## Ouvrages publiés
Georges de Saint-Clair est l'auteur de :
- Les sports athlétiques et les exercices de plein air (1887, destiné aux scolaires)
- Les règles du rugby (1890)
- Le lawn-tennis (1894) et
- La natation (1913).

## Notoriété
Georges de Saint-Clair est l’un des premiers théoriciens du mouvement sportif en France, et le premier défenseur de l'amateurisme dès 1880.